# ハメッド・ハッダディ
ハメド・ハッダディ（Hamed Haddadi）ことハメッド・エーサン・ハッダディ（ペルシア語: حامد حدادی、英語: Hamed Ehsan haddadi、1985年5月19日 - ）は、イランのプロバスケットボール選手。NBAのメンフィス・グリズリーズなどに所属していた。イラン人初のNBA選手。フーゼスターンアフヴァーズ出身。ポジションはセンター。身長218cm、体重115.2kg。

## 来歴
2002年にクウェートで開催されたジュニアアジア選手権にU-18イラン代表として出場。予選2次リーグではU-18日本代表相手に28点16リバウンド3ブロック1スティールと活躍し、日本を撃破。決勝では易建聯擁するU-18中国代表に敗れるものの銀メダル獲得に貢献。
2004年、テヘランで開催されたアジアヤングメン選手権にU-20イラン代表として参加。見事優勝し金メダル獲得。
2005年にA代表デビュー。同年にドーハで開催された世界選手権のアジア予選を兼ねたアジア選手権に出場するも5位に終わる。
2006年、ドーハアジア競技大会ではイラン代表として出場。準々決勝で日本代表相手に29分の出場で12点15リバウンドと活躍し勝利。準決勝でカタール代表に敗れるものの、3位決定戦でヨルダン代表相手に勝利し銅メダル獲得。
2007年、徳島県で開催された北京五輪のアジア予選を兼ねたアジア選手権では決勝でレバノン代表を破り優勝。イランを1948年以来60年ぶりとなる五輪出場に導いた。
2008年、北京五輪ではチームは予選グループで全敗し敗退するものの、個人では全試合に30分以上出場し、大会のリバウンド王（平均11.2個）とブロック王（平均2.6個）を獲得。得点は平均16.6点をあげたし、この成果によって大会後NBAチームとの契約を締結しイラン人初のNBA選手となった。